# Rotstöckli
Das Rotstöckli ist ein Gipfel im Titlisstock in den Urner Alpen mit einer Höhe von 2900 m ü. M.
Der Felsgipfel ragt rund 1000 Meter nordwestlich des Titlisgipfels aus dem Titlisgletscher auf. Er liegt auf der Grenze der Gemeinden Engelberg und Wolfenschiessen und ist die höchste Erhebung im Schweizer Kanton Nidwalden.

## Nachweis
- Lage & Höhe auf «geo.admin.ch»